# Контейнерные перевозки

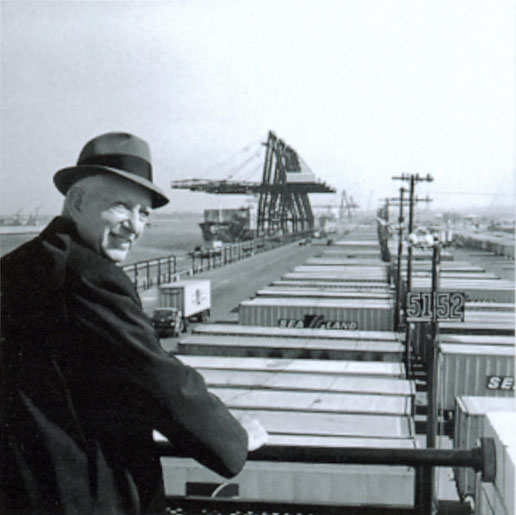
Изобретатель контейнерных перевозок Малкольм Маклин в порту Нью-Йорка и Нью-Джерси (1957 год)

Контейнерные перевозки (или контейнеризация) — грузоперевозки с использованием стандартных контейнеров. Позволяют выполнять бесперегрузочную доставку товаров от отправителя к получателю, тем самым значительно сократив объём промежуточных погрузочно-разгрузочных работ.

## Основные сведения

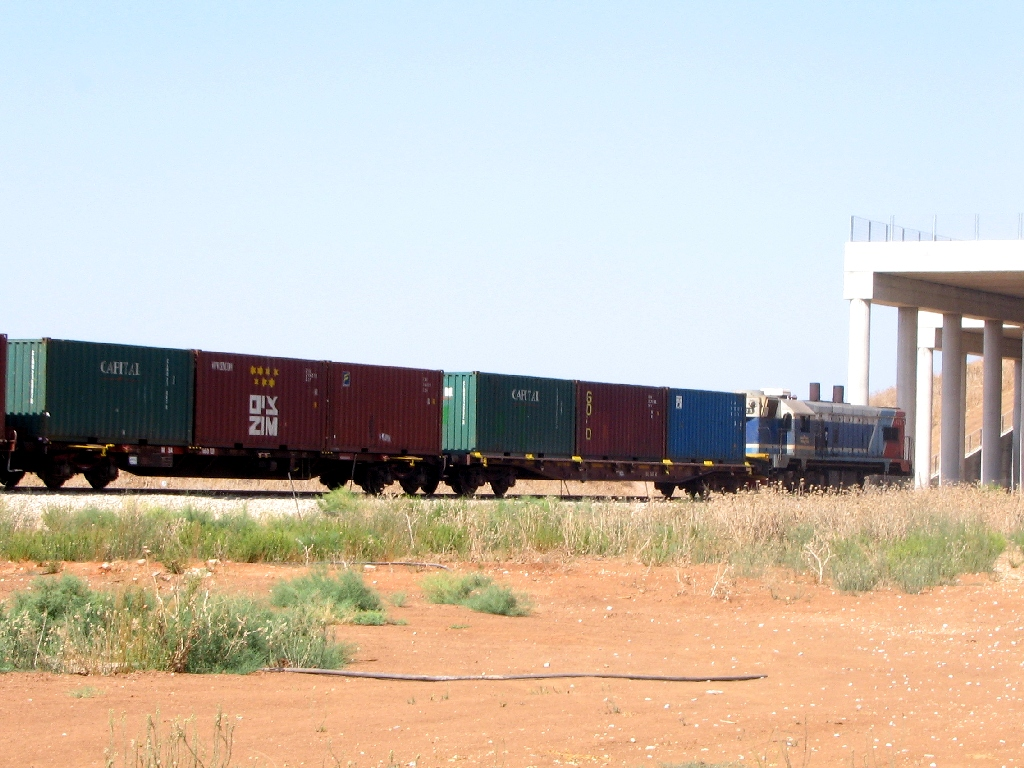
Вагоны-контейнеровозы (Израиль, 2008 год)

Контейнерные перевозки выполняются различными видами транспорта, в том числе по воде (речные и морские перевозки), суше (автомобильные и железнодорожные перевозки) и даже воздуху (воздушные перевозки, могут перевозиться как контейнеры стандарта ISO, так и специализированные ULD). 

Разгрузка, сортировка, временное хранение и погрузка контейнеров выполняется на специально выделенной части грузового района — контейнерном пункте.

## Преимущества
- Ускоряются перевозки небольших штучных грузов, так как отправитель просто помещает множество различных мелких грузов (например, одежда и обувь) в один контейнер, непосредственно с которым уже выполняются работы, благодаря чему в несколько раз возрастает производительность труда на погрузке-разгрузке.
- Применяемые по всему миру ISO-контейнеры имеют стандартизированные размеры, что позволяет создать специализированный транспорт для их перевозок (контейнеровозы), а также для погрузочно-разгрузочных работ (например, ричстакер). При этом унифицированное расположение фиксаторов — фитингов, — позволяет избежать работ по закреплению контейнеров на транспортном средстве, либо значительно сократить их.
- Снижение времени на погрузочно-разгрузочные работы, в свою очередь, сокращает простой транспорта.
- Нет необходимости на создание тары для каждой отдельной партии грузов, а также её закрепление на транспортном средстве, что даёт значительную экономию лесоматериалов, креплений (гвоздей) и прочих материальных ресурсов.
- Возможность выполнения интермодальных перевозок — контейнер сразу можно перегрузить краном с одного вида транспорта на другой (например, с автомобиля на вагон).

## История
К 2022 году средняя цена доставки морского контейнера по основным торговым маршрутам стала в шесть раз выше, чем в прошлые пять лет; в 2021 г. доставка стандартного грузового контейнера из Китая в Европу стоит более чем на 500 % дороже, чем годом ранее.
Причиной такого подорожания стали сбои в глобальных цепочках поставок мировой торговли, дефицит контейнеров, резкое увеличение спроса на товары, а также закрытие портов на карантин.